# Jan Matoušek
Jan Matoušek (Příbram, 9 de mayo de 1998) es un futbolista checo que juega en la demarcación de centrocampista para el Bohemians 1905 de la Liga de Fútbol de la República Checa.

## Selección nacional
Tras jugar con la selección de fútbol sub-20 de República Checa y la sub-21 hizo su debut con la selección absoluta el 17 de junio de 2023 en un partido de clasificación para la Eurocopa 2024 contra Islas Feroe que finalizó con un resultado de 0-3 a favor del combinado checo tras los goles de Ladislav Krejčí y un doblete de Václav Černý.

## Clubes
| Club                          | País            | Año       | Partidos | Goles |
| ----------------------------- | --------------- | --------- | -------- | ----- |
| F. K. Viagem Příbram          | República Checa | 2017-2018 | 33       | 15    |
| S. K. Slavia Praga            | República Checa | 2018-2019 | 13       | 1     |
| F. K. Viagem Příbram (cedido) | República Checa | 2019      | 15       | 7     |
| F. K. Jablonec (cedido)       | República Checa | 2019-2020 | 27       | 6     |
| F. C. Slovan Liberec (cedido) | República Checa | 2020-2022 | 66       | 5     |
| Bohemians 1905                | República Checa | 2023-     | 73       | 18    |